# Anal (språk)
Anal, eller Namfau, som det också kallas, efter de två huvudsakliga områden där det talas är ett sinotibetanskt språk som tillhör den tibetoburmanska språkgrenen. 
Det talas av ett minskande antal av analfolket i västra Myanmar och östra Indien och möjligen i Bangladesh.
Det talades 2001 av drygt 23 000 personer.
Det finns två dialekter, Laizo och Mulsom.